# فنیل‌آلانین دهیدروژناز
فنیل‌آلانین دهیدروژناز آنزیمی است که واکنش زیر را کاتالیز می‌کند:
L-phenylalanine + H2O + NAD+ {\displaystyle \rightleftharpoons } phenylpyruvate + NH3 + NADH + H+
این آنزیم به خانوادهٔ آنزیم‌های اکسیدوردوکتاز (Oxidoreductase) تعلق دارد. آنزیم‌های این خانواده به‌طور اختصاصی بر روی گروه CH-NH2 در مولکول‌های دهنده‌ای که دارای NAD+ یا NADP+ به‌عنوان گیرنده هستند عمل می‌کنند. نام سیستماتیک آنزیم نامبرده، L-فنیل آلانین:NAD+ اکسیدوردوکتاز (دآمینه کننده) است. نام دیگر این آنزیم، L-فنیل آلانین دهیدروژناز (PHD) است. این آنزیم در متابولیسم فنیل‌آلانین و سنتز فنیل‌آلانین، تیروزین و تریپتوفان نقش دارد.